# Lago Mercer
El lago Mercer es un lago subglacial en la Antártida cubierto por una capa de hielo de 1,067 m (3,501 pies) de espesor; el agua que se encuentra debajo es hidráulicamente activa, con tiempos de reemplazo de agua del orden de una década desde el Mar de Ross.
El lago Mercer está identificado como de alto riesgo de colapso de la capa de hielo de la Antártida Occidental causado por el calentamiento global. Los estudios sugieren que el lago Mercer y otros lagos subglaciales parecen estar vinculados, con eventos de drenaje en un reservorio que causan el llenado y drenaje posteriores en los lagos adyacentes.

## Exploración
El 28 de diciembre de 2018, el equipo de Acceso Científico de los Lagos Subglaciales Antárticos (SALSA) anunció que había llegado al lago Mercer después de dos días de espera hasta derretirse la capa de hielo superior a través de 1,067 m (3,501 pies) con un taladro de agua caliente a alta presión. El agua de perforación se ejecuta a través de filtros que atrapan el 99.9% de las bacterias y partículas. Se recolectaron muestras de hielo basal, sedimentos de hasta 6 m de profundidad y agua del lago para dilucidar cómo la materia orgánica depositada durante las incursiones marinas influye en la biodiversidad contemporánea y así como el ciclo del carbono.